# Georgi Markov
Georgi Ivanov Markov, född 1 mars 1929 i Sofia, död 11 september 1978 i London, var en bulgarisk dissident. Markov var först romanförfattare och dramatiker, men hoppade 1969 av från Bulgarien, som då var en kommuniststat styrd av Todor Zjivkov. Efter att han flyttat till väst arbetade han som journalist vid BBC World Service, Radio Free Europe och Deutsche Welle. Han kritiserade den bulgariska regimen många gånger i radio och det spekuleras om huruvida den bulgariska regeringen beslöt att göra sig av med honom med på grund av detta och bad KGB om hjälp. 

## Paraplymordet

Diagram på ett föreslaget paraplyvapen.

Agenter från Bulgariens hemliga polis utförde med hjälp av KGB två misslyckade mordförsök på Markov innan de lyckades den tredje gången. Den 7 september 1978 gick Markov över Waterloo Bridge i London, som korsar floden Themsen, och väntade vid en busshållplats på andra sidan, då han blev huggen i benet av en man som höll ett paraply. Mannen bad om ursäkt och gick sin väg. Markov berättade senare för läkare, att mannen hade talat med utländsk accent.
Markov kom ihåg att han kände en svidande smärta där han hade blivit träffad med paraplyspetsen och när han anlände till sitt arbete på BBC World Service upptäckte han att en liten röd finne hade bildats och att smärtan av att bli stucken med paraplyet inte hade försvunnit. På kvällen hade han utvecklat hög feber och dog i smärta tre dagar senare. Händelsen kallas även för "paraplymordet".
Efter Markovs död fann läkare en liten kula av platina, ungefär 1,5 mm i diameter, som var innesluten i hans vad. En närmare undersökning visade att kulan hade två små borrhål i vilka det senare antogs ha funnits giftet ricin.
Flera kända avhoppare från KGB, såsom Oleg Gordievskij, har hävdat att KGB låg bakom mordet, och har framfört andra attentatsmän än den bulgariske mördaren, men ingen har blivit åtalad för mordet, mycket på grund av att de flesta handlingar som hade med Markovs död att göra troligen har förstörts.